# Briana Banks
Pour les articles homonymes, voir Banks.
Briana Banks, née Briana Bany le 21 mai 1979 à Munich, est une actrice de films pornographiques américaine d'origine allemande.

## Biographie
Née en Allemagne, Briana part aux États-Unis avec sa famille à l'âge de 7 ans et choisit la nationalité américaine à ses 18 ans.
Elle passe son adolescence en Californie où ses 178 centimètres lui permettent de devenir modèle et de poser pour des magazines tels Club ou High Society. Elle pose également devant l'objectif du photographe de Penthouse, Earl Miller, qui lui recommande de faire du cinéma. Elle débute alors sa carrière en 1999 sous le pseudonyme de Mirage. Elle fait quelques films amateurs comme More Dirty Debutantes #108 ou Video Virgins #47. C'est l'occasion pour Mirage de prendre confiance en elle. Après six mois passés sous le nom de Mirage, elle décide de faire une pause.
Elle revient en 2000, totalement relookée (cheveux blonds, seins regonflés...) dans le but de conquérir le monde du porno. Elle pratique la sodomie, Double Anal combinée avec le cul à la bouche et est spécialiste de la gorge profonde.
Elle signe ensuite chez Vivid. Elle devient ainsi une des stars porno les plus adulées, au point d'être surnommée « la reine du porno », au même titre que Jenna Jameson. Elles tournent d'ailleurs ensemble, notamment dans Briana Loves Jenna.
En 2004, le photographe Timothy Greenfield-Sanders (en) publie le livre "XXX 30 Porns-Stars Portraits", avec entre autres Jenna Jameson, Belladonna, Tera Patrick, Ginger Lynn et Briana...
Elle a une sœur Lorin Bany qui apparait dans la série documentaire "Porno Valley" en 2004.

## Récompenses et nominations
Récompenses
- AVN Award de la meilleure location vidéo avec "Briana Loves Jenna" en 2003
- AVN Award de la meilleure vente vidéo avec "Briana Loves Jenna" en 2003
- Hot d'Or de la meilleure nouvelle starlette américaine en 2001
- AVN Hall of Fame 2009

Nominations
- 2009 : AVN Award, Best All-Girl Group Sex Scene Where the Boys Aren't 19 (2008)
- 2009 : AVN Award, Best Anal Sex Scene Perfect Match (2007) avec Manuel Ferrara
- 2009 : AVN Award, Best Group Sex Scene Perfect Match (2007)
- 2008 : AVN Award, Best Actress - Lex banks Brianna (2007) avec Lexington Steele, Kevin F. et Alex A.
- 2008 : AVN Award, Best Group Sex Scene - Les Démolisseurs (2007) avec Damien Le Burin et Nico Le Marteau
- 2008 : AVN Award, Best All-Girl Sex Scene - Layout (2006) avec Penny Flame
- 2008 : AVN Award, Best All-Girl Sex Scene - Where the Boys Aren't 18 (2007)
- 2008 : AVN Award, Best Anal Sex Scene - Layout (2006) avec Kurt Lockwood
- 2008 : AVN Award, Best Group Sex Scene -  Layout (2006)
- 2007 : AVN Award, Contract Star of the Year

## Filmographie sélective
- 1999 : More Dirty Debutantes 108
- 1999 : University Coeds 18
- 2000 : The Violation of Amber Lynn
- 2000 : The Violation of Mirage
- 2001 : The 4 Finger Club 14
- 2001 : Where the Boys Aren't 14
- 2002 : Where the Boys Aren't 15
- 2002 : Bankable
- 2003 : The Violation of Briana Banks
- 2003 : Where the Boys Aren't 16
- 2004 : Where the Boys Aren't 17
- 2004 : The Dark Side Of Briana
- 2005 : Anal Initiation
- 2005 : Jenna vs Briana Stars contre Stars
- 2006 : Time For Briana
- 2006 : Smother Sisters
- 2007 : Perfect Match
- 2007 : Where the Boys Aren't 18
- 2008 : Where the Boys Aren't 19
- 2008 : Briana Banks AKA Living Legend
- 2009 : Butt Floss Chronicles
- 2009 : Flashback
- 2010 : Briana Extreme
- 2010 : My Mother in Law is a Cunt
- 2011 : Femdom Ass Worship 9
- 2011 : Cougar Club 3
- 2012 : Lesbian Pissers
- 2012 : Seduced by a Cougar 20
- 2013 : Vivid's Award Winners: Best Orgy Sex Scene
- 2013 : 69 Scenes: Brunettes vs Blondes
- 2014 : 69 Scenes: Anal Anal Anal
- 2014 : My Friend's Hot Mom 44
- 2016 : Anal Craving MILFs 2
- 2016 : Seduced By a MILF
- 2017 : Destruction Of Briana Banks
- 2017 : Women Seeking Women 138